# Julianuskerk
De kerk van de Heilige Juliaan van Tarsus (Russisch: Церковь мученика Иулиана Тарсийского) is een Russisch-Orthodox kerkgebouw in de Russische stad Tsarskoje Selo vlak bij Sint-Petersburg. Voorheen was het gebouw de regimentskerk van de kurassiers van de keizerlijke garde. Tegenwoordig is het een parochiekerk die is toegewezen aan de Sofiakathedraal. De kerk is gewijd aan de heilige Julianus.

## Geschiedenis
De eerste steen van de kerk werd gelegd op 17 september 1895 in aanwezigheid van het keizerlijk paar. De bouw van de kerk werd mogelijk gemaakt door een voor die tijd forse donatie van 275.000 roebels van de rijke handelaar Ilja Kirillovitsj Savinkov. Op 19 juli 1899 werd de benedenkerk gewijd. De gehele kerk kon op 19 december 1899 worden gewijd. Opnieuw was de keizerlijke familie bij deze gelegenheid aanwezig en onder de geestelijken bevond zich ook Ruslands grote heilige Johannes van Kronstadt. Na de wijding droeg het regiment de relieken in een plechtige optocht naar de nieuwe kerk.

## Sluiting
Na de Oktoberrevolutie werd de kerk een gewone parochiekerk. Nadat de autoriteiten in 1923 de keizerlijke adelaars van de kerk lieten verwijderen, verordonneerde het Sovjetcomité van Oblast Leningrad in maart 1924 de volledige sluiting van de kerk. De sluiting werd op 2 juni 1924 van kracht. Het kerkinterieur en de iconostase werden vernietigd en de meest iconen verdwenen naar musea. De kerk werd tot de Tweede Wereldoorlog door het leger voor verschillende doeleinden gebruikt. Tijdens de Duitse bezetting werd de kerk in gebruik genomen door de Blauwe divisie. Na de oorlog werd een verzoek ingediend om de kerk te heropenen, maar op 10 januari 1949 wezen de autoriteiten dit verzoek af. Het leger bleef de kerk gebruiken als werkplaats. Pas in 1987 werd het gebouw als monument erkend. Enkele jaren later, in 1992, werd het gebouw in erbarmelijke staat teruggegeven aan de Russisch-Orthodoxe Kerk.

## Heropening
De kerk werd voor het eerst sinds de sluiting in 1924 op 7 mei 1995 weer in gebruik genomen. Ter gelegenheid van de viering van het 300-jarig jubileum van de stad Poesjkin zou de kerk worden gerestaureerd. Vanaf 2006 stond het hele gebouw in de steigers en werden de koepels en torens grondig gerenoveerd. In september 2012 is men begonnen met de vervaardiging van kruisen en tsaristische symbolen voor de torens van de kerk. Men verwacht voor de winter deze fase van de restauratie te voltooien.